# Plaveșciîna, Țarîceanka
Plaveșciîna (în ucraineană Плавещина) este un sat în comuna Țîbulkivka din raionul Țarîceanka, regiunea Dnipropetrovsk, Ucraina.

## Demografie
Componența lingvistică a localității Plaveșciîna
     Ucraineană (93,57%)
     Rusă (6,43%)
Conform recensământului din 2001, majoritatea populației localității Plaveșciîna era vorbitoare de ucraineană (93,57%), existând în minoritate și vorbitori de rusă (6,43%).